# جویزلی (اسکله)
جویزلی (به لاتین: Cevizli) یک منطقهٔ مسکونی در قبرس است که در ناحیه فاماگوستا واقع شده‌است. جویزلی ۱٬۱۱۰ نفر جمعیت دارد.